# クレイジーアーケード
クレイジーアーケード（Crazy Arcade、ハングル: 크레이지 아케이드）は、韓国のネクソンがハドソンと提携、開発したオンラインゲーム。基本プレイ料金は無料で、アイテム課金制。
ハドソンのゲームシリーズ『ボンバーマンシリーズ』と類似しているが、元々はハドソンとは独立で開発された作品で、ハドソンから一度は提訴を受けたものの、後に和解し、「ハドソンの知的財産権を遵守しつつ、ネクソンの技術力・ノウハウを生かしたコンテンツの共同制作を行う」という戦略的な提携関係を結ぶことを条件に、正式に「ボンバーマン」の一部を利用できるライセンス契約を結ぶことで合意がなされ、日本国内においてはハドソンが「BnB」を配信する権利を取得したという経緯がある。
日本版では2009年5月19日にサービスを終了。

以前は2006年3月16日に一時終了したが、2007年11月15日から再開されていた。
なお、韓国ではイオリスからアーケード版が発売されており、日本でもタイトー系列の店舗等でロケテストが行われていたが、未発売に終わっている。

## 含まれているゲーム
- BnB
  - モンスターモード
  - 挟攻バトル
- ヒッデンキャッチ

## ルール
ルールは先述のボンバーマンと類似しているが、爆弾が水風船になっていたり、ボンバーマンに存在しないアイテムがあるなど、異なる部分がある。
大きくルールが異なる点として、水流に当たるとすぐに倒れるのではなく、一定時間水風船に閉じ込められることが挙げられる。

このとき、
- 一定時間経つと倒れる
- 一定時間内に敵に触られると倒れる
- 一定時間内に味方に触られると復活する

つまり、自分が倒れても味方が助けに来てくれれば、再び生き返ることができる。
（ただし、一定時間内に針という特殊アイテムを使うと自力で復活できる ）

この点で、ボンバーマンよりチームプレーが鍵となっている。 
また、ボンバーマン同様に、キックとグローブが登場するが、細かい設定が異なる。

BnBでは、キックやグローブを使って水風船を投げた後に、再び3秒間が経つと爆発する。
ゆえに、ボンバーマンで言う「溜め投げ」「溜め蹴り」ができない（なお、裏投げは可能である）。

## キャラクター

### 基本キャラクター[2]
| 名前                                 | 特徴         | 水風船の量                   | 水風船の長さ                | 速度                         |
| ------------------------------------ | ------------ | ---------------------------- | --------------------------- | ---------------------------- |
| ベチ (朝: 배찌; ローマ: Bazzi)       | 速度         | 一番小さい: 1 一番大きい: 6  | 一番小さい: 1 一番大きい: 7 | 一番小さい: 5 一番大きい: 9  |
| ダオ (朝: 다오; ローマ: Dao)         | 平           | 一番小さい: 1 一番大きい: 10 | 一番小さい: 1 一番大きい: 7 | 一番小さい: 5 一番大きい: 7  |
| ディズニ (朝: 디지니; ローマ: Dizni) | 平           | 一番小さい: 2 一番大きい: 7  | 一番小さい: 1 一番大きい: 9 | 一番小さい: 4 一番大きい: 8  |
| モス (朝: 모스; ローマ: Mos)         | 速度         | 一番小さい: 1 一番大きい: 8  | 一番小さい: 1 一番大きい: 5 | 一番小さい: 5 一番大きい: 8  |
| ウニ (朝: 우니; ローマ: Uni)         | 水風船の長さ | 一番小さい: 1 一番大きい: 6  | 一番小さい: 2 一番大きい: 7 | 一番小さい: 5 一番大きい: 8  |
| エチ (朝: 에띠; ローマ: Ethi)        | 水風船の量   | 一番小さい: 1 一番大きい: 10 | 一番小さい: 1 一番大きい: 8 | 一番小さい: 4 一番大きい: 8  |
| マリドゥ (朝: 마리드; ローマ: Marid) | 水風船の量   | 一番小さい: 2 一番大きい: 9  | 一番小さい: 1 一番大きい: 6 | 一番小さい: 4 一番大きい: 8  |
| ケピ (朝: 케피; ローマ: Kephi)       | 水風船の長さ | 一番小さい: 1 一番大きい: 9  | 一番小さい: 2 一番大きい: 8 | 一番小さい: 4 一番大きい: 8  |
| スー (朝: 수; ローマ: Sue)           | 速度         | 一番小さい: 2 一番大きい: 9  | 一番小さい: 1 一番大きい: 7 | 一番小さい: 6 一番大きい: 10 |
| フー (朝: 후우; ローマ: Hoou)        | 水風船の量   | 一番小さい: 3 一番大きい: 9  | 一番小さい: 1 一番大きい: 7 | 一番小さい: 5 一番大きい: 10 |
| レイ (朝: 레이; ローマ: Lei)         | 速度         | 一番小さい: 2 一番大きい: 9  | 一番小さい: 1 一番大きい: 7 | 一番小さい: 6 一番大きい: 10 |
| ルーシー (朝: 루시; ローマ: Lucy)    | 速度         | 一番小さい: 2 一番大きい: 9  | 一番小さい: 1 一番大きい: 7 | 一番小さい: 6 一番大きい: 10 |

### ラグジュアリーキャラクター[5]
| 名前                                                             | 〜からのアップグレード | 特徴         | 水風船の量                  | 水風船の長さ                | 速度                         |
| ---------------------------------------------------------------- | ---------------------- | ------------ | --------------------------- | --------------------------- | ---------------------------- |
| ラグジュアリーマリドゥ (朝: 럭셔리 마리드; ローマ: Luxury Marid) | マリドゥ               | 速度         | 一番小さい: 2 一番大きい: 9 | 一番小さい: 1 一番大きい: 7 | 一番小さい: 5 一番大きい: 9  |
| ラグジュアリーケピ (朝: 럭셔리 케피; ローマ: Luxury Kephi)       | ケピ                   | 水風船の長さ | 一番小さい: 2 一番大きい: 8 | 一番小さい: 1 一番大きい: 9 | 一番小さい: 5 一番大きい: 9  |
| ラグジュアリーダオ (朝: 럭셔리 다오; ローマ: Luxury Dao)         | ダオ                   | 速度         | 一番小さい: 2 一番大きい: 8 | 一番小さい: 1 一番大きい: 8 | 一番小さい: 6 一番大きい: 10 |
| ラグジュアリーエチ (朝: 럭셔리 에띠; ローマ: Luxury Ethi)        | エチ                   | 速度         | 一番小さい: 1 一番大きい: 9 | 一番小さい: 1 一番大きい: 8 | 一番小さい: 7 一番大きい: 9  |
| ラグジュアリーモス (朝: 럭셔리 모스; ローマ: Luxury Mos)         | モス                   | 水風船の量   | 一番小さい: 2 一番大きい: 9 | 一番小さい: 1 一番大きい: 9 | 一番小さい: 6 一番大きい: 8  |
| ラグジュアリーディズニ (朝: 럭셔리 디지니; ローマ: Luxury Dizni) | ディズニ               | 平           | 一番小さい: 2 一番大きい: 9 | 一番小さい: 2 一番大きい: 8 | 一番小さい: 5 一番大きい: 9  |

### スーパーキャラクター[6]
| 名前                                                                                | 〜からのアップグレード | 特徴       | 水風船の量                   | 水風船の長さ                | 速度                         |
| ----------------------------------------------------------------------------------- | ---------------------- | ---------- | ---------------------------- | --------------------------- | ---------------------------- |
| スーパーウニ (朝: 슈퍼 우니; ローマ: Super Uni)                                     | ウニ                   | 水風船の量 | 一番小さい: 2 一番大きい: 8  | 一番小さい: 2 一番大きい: 7 | 一番小さい: 5 一番大きい: 8  |
| スーパーラグジュアリーマリドゥ (朝: 슈퍼 럭셔리 마리드; ローマ: Super Luxury Marid) | ラグジュアリーマリドゥ | 速度       | 一番小さい: 2 一番大きい: 9  | 一番小さい: 2 一番大きい: 8 | 一番小さい: 5 一番大きい: 10 |
| スーパーベチ (朝: 슈퍼 배찌; ローマ: Super Bazzi)                                   | ベチ                   | 水風船の量 | 一番小さい: 3 一番大きい: 9  | 一番小さい: 1 一番大きい: 7 | 一番小さい: 5 一番大きい: 10 |
| スーパースー (朝: 슈퍼 수; ローマ: Super Su)                                        | スー                   | 速度       | 一番小さい: 2 一番大きい: 9  | 一番小さい: 2 一番大きい: 8 | 一番小さい: 6 一番大きい: 10 |
| スーパーフー (朝: 슈퍼 후우; ローマ: Super Hoou)                                    | フー                   | 水風船の量 | 一番小さい: 3 一番大きい: 9  | 一番小さい: 2 一番大きい: 8 | 一番小さい: 6 一番大きい: 10 |
| スーパーレイ (朝: 슈퍼 레이; ローマ: Super Lei)                                     | レイ                   | 速度       | 一番小さい: 2 一番大きい: 9  | 一番小さい: 2 一番大きい: 8 | 一番小さい: 6 一番大きい: 10 |
| スーパールーシー (朝: 슈퍼 루시; ローマ: Super Lucy)                                | ルーシー               | 速度       | 一番小さい: 2 一番大きい: 9  | 一番小さい: 2 一番大きい: 8 | 一番小さい: 6 一番大きい: 10 |
| スーパーラグジュアリーエチ (朝: 슈퍼 럭셔리 에띠; ローマ: Super Luxury Ethi)        | ラグジュアリーエチ     | 速度       | 一番小さい: 2 一番大きい: 10 | 一番小さい: 1 一番大きい: 7 | 一番小さい: 7 一番大きい: 10 |

## メディアミックス
- 『BnBアドベンチャー』(2002年9月4日発売): タオとディジニーが主人公となり、バグリングに囚われた友達を救出し、町の平和を取り戻すゲーム。
- 『BnBアドベンチャー2 〜業火魔王の復活〜』(2003年12月8日発売): タオとベッチが主人公となり、業火魔王に囚われたタオの父を救出し、町の平和を取り戻すゲーム。